# Into the West (singel)
Into the West – singel Annie Lennox z 2003 roku, skomponowany przez Fran Walsh, Howarda Shore'a i Annie Lennox.

## Ogólne informacje
Utwór powstał na potrzeby filmu Władca Pierścieni: Powrót króla. Został wydany tylko jako singel promocyjny – nie był dostępny w sklepach. Piosenka została umieszczona na ścieżce dźwiękowej filmu, a kilka lat później znalazła się też na specjalnej edycji płyty The Annie Lennox Collection.
W 2004 roku utwór ten został nagrodzony Złotym Globem w kategorii Best Original Song oraz Oscarem także w kategorii Best Original Song.

## Lista ścieżek

### Promo CD w Polsce
1. „Into the West” (Edit) – 3:59
2. „Into the West” (Album Version) – 4:35

### Wersje
Istnieje 5 różnych wersji utworu:
- „Into the West” (album version) – 4:35
- „Into the West” (radio edit) – 3:59
- „Into the West” (acoustic edit) – 4:05
- „Into the West” (acoustic version) – 4:39
- „Into the West” (w/o orchestral ending) – 4:34

## Covery utworu (wykonawcy)
- Yulia Townsend
- Will Martin

## Nagrody i wyróżnienia
| Rodzaj nagród                        | Kategoria                          | Status  |
| ------------------------------------ | ---------------------------------- | ------- |
| 47th Grammy Awards                   | Best Song Written for Visual Media | Wygrana |
| Oskary/76th Academy Awards           | Best Original Song                 | Wygrana |
| Złote Globy/61st Golden Globe Awards | Best Original Song                 | Wygrana |